# Grallaire de Blake
Grallaria blakei
Espèce
Statut de conservation UICN

 NT  : Quasi menacé
La Grallaire de Blake (Grallaria blakei) est une espèce monotypique d'oiseaux de la famille des Grallariidae endémique du Pérou.

## Description
L'adulte mesure environ 15 cm pour un poids de 38 g. 

## Répartition et habitat
Cette espèce est présente dans les Andes au nord et au centre du Pérou. Elle vit dans la forêt de montagne et dans les zones boisées.

## Étymologie
Son nom spécifique, blakei, ainsi que son nom vernaculaire (« de Blake ») lui ont été donnés en l'honneur d'Emmet Reid Blake (d) (1908-1997), zoologiste américain du musée Field, en remerciement de son importante contribution en systématique, taxonomie et biogéographie des oiseaux néotropicaux.

## Publication originale
- (en) Gary R. Graves, « A cryptic new species of antpitta (Formicariidae: Grallaria) from the Peruvian Andes », The Wilson Bulletin, vol. 99, no 3,‎ septembre 1987, p. 313-321 (ISSN 0043-5643 et 2162-5204, lire en ligne).